# Ice Cream (歌曲)
〈Ice Cream〉是韩国女子组合BLACKPINK与美国歌手赛琳娜·戈麦斯的一首歌，于2020年8月28日发行，为BLACKPINK首张韩语正规专辑《THE ALBUM》的第二首单曲。歌曲由戈麦斯、泰迪·朴、汤米·布朗、爱莉安娜·格兰德、维多利亚·莫奈和丽贝卡·布姆创作，泰迪、汤米·布朗、24和Mr. Franks担任制作人。作品是一首融合了陷阱音乐元素的电子和泡泡糖流行曲。歌词主要是冰淇淋的双关语。
歌曲空降美国《告示牌》百强单曲榜第13位，是该组合第一首在该榜单进入前二十的歌曲，也是目前她們排名最高的歌曲。同时歌曲在新加坡和匈牙利进入前10，在澳大利亚、加拿大和新西兰进入前20，在爱尔兰、立陶宛和英国位列前40。发行次周在韩国排名第8。官方音乐视频于2020年8月28日发行，片中戈麦斯和Blackpink穿着柔色服装，置身于五彩的场景中。

## 背景
在接受Radio.com时，戈麦斯透露她在2019年纽约时装周上见到Jisoo和Rosé，首次了解到Blackpink这个组合，对方表示她们自小就是戈麦斯的粉丝，做练习生时还用她的歌跳舞。
2020年7月23日，YG娱乐发表先导海报，宣布BLACKPINK与一名神秘艺人推出合作单曲，于8月发行。7月28日，BLACKPINK宣布团队首张韩语正规专辑《THE ALBUM》将于10月2日发行。8月11日，神秘艺人的身份公布，为美国歌手赛琳娜·戈麦斯。8月21日，单曲名称〈Ice Cream〉公布。8月24日，全新先导视频公布。片中BLACKPINK与戈麦斯视频通话，背景音为两者合作的歌曲。8月24日至26日，BLACKPINK与戈麦斯的宣传照陆续发布，其中智秀的照片24日公布，珍妮与彩英的照片25日公布，丽莎和戈麦斯的照片26日公布。歌曲与随附MV于8月28日发布。
歌曲发布后，戈麦斯公布了纽约餐厅奇缘3推出的同款冰激淋。

## 詞曲
〈Ice Cream〉是一首電子流行及泡泡糖流行樂，混入了陷阱音乐元素。歌曲以E大调写就，速度为每分钟80拍，而Blackpink和戈麦斯的音域为低音B3到高音E5。歌词大部分使用英语，除了Lisa三句的韩语饒舌，大多是冰淇淋的双关语。《福布斯》的休·麦金太尔（Hugh McIntyre）指部分歌词“很正面，但没有意义”，如“Brr brr, frozen, you're the one been chosen / Play the part like Moses, keep it fresh like roses”。《纽约时报》的乔恩·卡拉曼尼卡指歌曲“不禁让人摇头晃脑”，认为歌手的演唱“有点好玩，有点出戏，有点嘲讽”。

## 音乐视频

### 开发与发行
2020年8月27日，Blackpink发布了〈Ice Cream〉音乐视频的18秒先导片花，最终于一天后公开了视频，两段视频均在组合的官方YouTube频道发布。影片发布前24个小时获得7908万次观看，是发布24小时内点击量第三高的音乐视频，创下该组合同年6月发行单曲〈How You Like That〉以来的最好成绩，当时的前24小时播放量为8630万次。歌曲空降YouTube环球音乐视频榜第一位。视频的幕后花絮由Blackpink和戈麦斯于8月29日分别公布。花絮显示，受2019冠状病毒病疫情影响，片中Blackpink的戏份在韩国拍摄，戈麦斯的戏份在美国拍摄。到10月1日，歌曲视频YouTube点击量突破3亿次。

### 梗概
片中，戈麦斯和Blackpink身穿绚烂的粉彩衣服，处在粉彩的背景中。片头，戈麦斯身穿糖果包装条纹比基尼、戴着金圈耳环和白色水手帽，开着装满奇缘冰激淋的粉彩冰激淋车。车身写着大字“Selpink”，即“Selena”（赛琳娜）和“Blackpink”的合成词。接着镜头转向Blackpink，成员们在掏掉人头冰激淋纸板后面探出头。珍妮唱第一个主歌，她穿着印有蓝色爱心熊花纹连衣裙，画着蓝色眼线，之后她跟一头水豚嬉戏。之后，Blackpink骑着自行车，在《Candy Land》模样的五彩死胡同路中跳舞，戈麦斯则站在冰淇淋车外，穿着PUMA連身短褲，配着一顶绿色的遮阳帽。下一段主句中，戈麦斯穿着黄色波点上衣，配蓝色裙裤，站在一堵画着“Ice Queen”女王涂鸦的墙壁前。彩英之后和一条金毛寻回犬一起出镜。下一幕，智秀走出停在樱桃主题车库中的樱桃车，手里提着一串樱桃，身穿樱桃样式的配饰，头戴宝石王冠。第二段副歌，Blackpink在粉色网球场跳舞，手拿网球拍，穿着白色的网球裙和短上衣，戈麦斯则坐在一辆雪佛兰轿车中，梳着1950年代海報女郎的高髻发型，穿着黄色格子露肩背带裤。第二段副歌后段，Blackpink亮相亮粉色冰淇淋店，手拿冰激淋，穿着黑白相间的衣服。他们在Lisa的说唱主歌中拿着装有猫咪小枕头的冰淇淋筒。歌曲结束，Blackpink驾驶金属粉红色梅赛德斯-奔驰Power Wheels电动儿童玩具车，在单独的场景中穿着钩针编织的衣服，在充气儿童滑梯上游玩。

### 练习室视频
9月2日，音乐视频的练习室版舞蹈视频在Blackpink的YouTube频道发布。片中的Blackpink和戈麦斯为3DZEPETO公仔，穿着和原版音乐视频中一样的服装，共同以虚拟形式表演编排舞蹈，其中包括原版的舞蹈，而背景是“悬吊式冰淇淋蛋筒”及其他相关的图像。

## 商业表现
发行首日，歌曲Spotify全球榜及美国榜前五，位列iTunes美国区销量榜第3位。
英国方面，歌曲空降第39位，是Blackpink在英国第五首跻身前40的单曲，使得她们超过防弹少年团，成为首组在英国榜获得最多前40单曲的韩国组合。歌曲空降美国《告示牌》百强单曲榜第13位，超越了在该榜的最高排名均为33的〈How You Like That〉和〈酸糖〉。歌曲是戈麦斯第25首进入该榜单前40的歌曲，Blackpink连续第三首进入该榜前40的作品，因此她们成为自五佳人（2015到2016年）后第一支连续三支单曲进入40强的女艺人。歌曲还空降《公告牌》数字歌曲榜第2位、《公告牌》流媒体歌曲榜第8位，首周追踪数字销量达2.3万份，流媒体播放1830万次。歌曲得到當代流行電台和成人当代音乐的大量点播，发布首周获得510万次电台播放，使得该组合首次亮相《公告牌》主流四十強單曲榜，空降第32位。

## 奖项
| 年份 | 大奖            | 奖项     | 结果 | 参考   |
| ---- | --------------- | -------- | ---- | ------ |
| 2020 | MTV歐洲音樂大獎 | 最佳合作 | 提名 | [ 48 ] |

### 打歌节目成绩
| 节目     | 日期          | 参考   |
| -------- | ------------- | ------ |
| 人气歌谣 | 2020年9月20日 | [ 49 ] |
| 人气歌谣 | 2020年9月27日 | [ 50 ] |
| 人气歌谣 | 2020年10月4日 | [ 51 ] |

## 制作名单
制作名单改编自Tidal。
- BLACKPINK – 主唱
- 赛琳娜·戈麦斯 – 主唱、词曲
- 泰迪 – 主唱、词曲
- 汤米·布朗（英语：Tommy Brown (record producer)） – 制作、词曲
- 24 – 制作、词曲
- Mr. Franks – 制作、词曲
- 爱莉安娜·格兰德 – 词曲
- 维多利亚·莫奈（英语：Victoria Monét） – 词曲
- 丽贝卡·布姆（英语：Bekuh BOOM） – 词曲
- 塞班·几内亚（英语：Serban Ghenea） – 混音

## 榜单表现
| 榜单（2020年）                       | 最高排名 |
| ------------------------------------ | -------- |
| 阿根廷（Argentina Hot 100）          | 41       |
| 澳大利亚（澳大利亚唱片业协会單曲榜） | 16       |
| 奥地利（Ö3四十强单曲榜）             | 57       |
| 比利时佛兰德（Ultratip榜外單曲榜）   | 28       |
| 全球（《告示牌》全球二百强单曲榜）   | 8        |
| 加拿大（Canadian Hot 100）           | 11       |
| 加拿大（《告示牌》Canada CHR）       | 24       |
| 捷克（百強數位單曲榜）               | 60       |
| 法国（法國唱片出版業公會單曲榜）     | 135      |
| 德国（德國官方單曲榜）               | 78       |
| 匈牙利（四十強單曲榜）               | 6        |
| 匈牙利（四十強串流榜）               | 31       |
| 愛爾蘭（愛爾蘭唱片音樂協會单曲榜）   | 33       |
| 日本（Japan Hot 100）                | 22       |
| 日本（Oricon）                       | 30       |
| 立陶宛（AGATA）                      | 36       |
| 马来西亚（馬來西亞唱片業協會）       | 2        |
| 新西兰（新西兰唱片音乐协会单曲榜）   | 18       |
| 巴拉圭（巴拉圭唱片公司管理協會)      | 35       |
| 葡萄牙（葡萄牙唱片業協會单曲榜）     | 25       |
| 罗马尼亚（百大电台榜）               | 71       |
| 蘇格蘭（官方榜单公司單曲榜）         | 20       |
| 新加坡（新加坡唱片業協會）           | 2        |
| 斯洛伐克（百強數位單曲榜）           | 38       |
| 韩国（Gaon單曲榜）                   | 8        |
| 韩国（韓國流行音樂百強榜）           | 2        |
| 西班牙（西班牙音樂製作協會）         | 90       |
| 瑞典（瑞典最熱榜）                   | 78       |
| 瑞士（瑞士热门音乐榜）               | 45       |
| 英國（官方榜单公司單曲榜）           | 39       |
| 美国（《告示牌》百大單曲榜）         | 13       |
| 美國（《告示牌》Pop Airplay）        | 21       |
| 美国（《滾石》百強單曲榜）           | 9        |

## 销量认证
| 地區                     | 认证 | 认证单位/销量 |
| ------------------------ | ---- | ------------- |
| 加拿大（加拿大音乐协会） | 金   | 40,000‡       |
| 總計                     |      |               |
| ‡僅含認證的+實際銷量     |      |               |

## 发行历史
| 地区     | 日期          | 格式                | 厂牌      | 参考   |
| -------- | ------------- | ------------------- | --------- | ------ |
| 多地     | 2020年8月28日 | 數位音樂下載 流媒体 | YG 新視鏡 | [ 5 ]  |
| 澳大利亚 | 2020年8月28日 | 當代流行電台        | YG        | [ 87 ] |
| 美国     | 2020年9月1日  | 當代流行電台        | YG 新视镜 | [ 88 ] |